# János Apáczai Csere

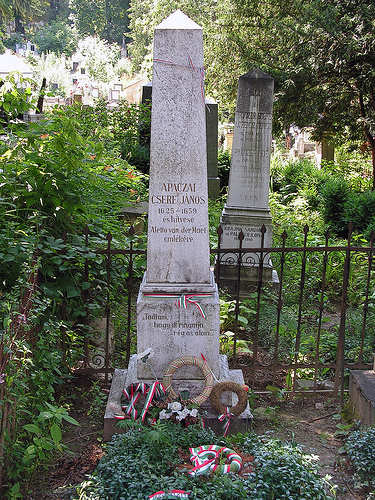
Mormântul lui Apáczai, aflat în Cimitirul Hajongard

János Apáczai Csere (n. 1625, Apața, Transilvania – d. 31 decembrie 1659, Cluj) a fost un cărturar umanist ardelean, care a avut preocupări multiple, în domenii ca: filozofie, matematică, fizică.
A fost unul dintre cei mai de seamă reprezentanți ai filosofiei carteziene în Ardeal, adept al raționalismului cartezian și al sistemului lui Nicolaus Copernic și personalitate emblematică a învățământului maghiar.

## Biografie
A studiat în perioada 1636 - 1648, la Cluj și la Alba-Iulia, limbile orientale, teologia și filozofia.
Rămas orfan de mic, a trebuit să înfrunte mari dificultăți financiare, din cauza cărora a întrerupt studiul de două ori.
Colegiul de la Alba Iulia oferea cele mai înalte standarde ale învățământului universitar din Transilvania. Aici, Apáczai îi va întâlni pe profesorii Johann Heinrich Alsted și Johann Heinrich Bisterfeld, care îl vor influența decisiv pe tânărul student. În 1648, profesorul Bisterfeld l-a convins pe episcopul reformat István Katona să îi acorde o bursă de studiu lui Apáczai. Acesta și-a continuat studiile la Franeker, Leiden și Utrecht. În aprilie 1651 Apáczai a primit titlul de doctor în teologie de la Universitatea din Harderwijk. În timpul studiilor sale în Utrecht, a luat la cunoștință de lucrările lui Descartes. Totodată, pe lângă studii, aici a cunoscut-o și pe viitoarea sa soție, Aletta van der Maet.
În 1653 Apáczai a fost chemat în Transilvania de către principele Gheorghe Rákóczi al II-lea și numit profesor la Colegiul din Alba Iulia, unde a predat științele exacte (fizică, mecanică).
Bazându-se pe sistemul lui Descartes și pe o viziune puritanistă, ideile sale contraveneau celor ale savanților epocii. Din cauza acestei abordări, va ajunge în scurtă vreme în conflict cu mulți dintre colegii săi, fiind în cele din urmă (1655) pârât principelui și îndepărtat din funcție. Puțin a lipsit ca el să nu fie condamnat la moarte, dar din fericire a fost salvat de un protector.
Principele Gheorghe Rákóczi al II-lea l-a desemnat pe Apáczai în funcția de profesor la Colegiul reformat din Cluj. Situația nu era una favorabilă, întrucât noul loc de studiu era net inferior celui din Alba Iulia. Cu toate acestea, mulți dintre studenții care au protestat la scoaterea din funcție a lui Apáczai, l-au urmat la Cluj.
A criticat starea învățământului din Transilvania și a identificat remediul ameliorării acestuia prin ridicarea nivelului cultivării științei.
Astfel în „Enciclopedia Maghiară” (apărută la Utrecht), cea mai importantă lucrare a sa, expunându-și motivele de creație în prefața scrisă în limba latină, a scris: „Dorința mea a fost aceea de a acoperi lipsa alarmantă de cărți în limba natală, după cum am putut mai bine, și să ofer studenților un singur volum din care aceștia să poată deprinde toate capitolele științei, în limba lor maternă.”. Partea a patra și a cincea din enciclopedie cuprind câte un capitol despre aritmetică și respectiv geometrie, informațiile fiind sintetizate din lucrările lui Peter Ramus și ale lui Willebrord Snell. Materialul reprezintă mai degrabă o colecție de teoreme și formule, decât o prezentare utilă începătorilor, mulți dintre termenii matematici folosiți de Apáczai fiind utilizați și astăzi, în limba maghiară.
În plină putere creatoare, la nici 35 ani Apáczai moare la Cluj în 1659, iar nu peste mult timp decedează atât soția, cât și copilul acestuia.

## Lucrări scrise
- Disputatio theologica continens introductionem ad philologiam sacram. Ultrajecti (Utrecht), 1650.
- Disputatio theologica inauguralis de primi homini apostasia. Hardetwick, 1651.
- Magyar Encyclopaedia (Utrecht, 1653)
- Oratio de studio sapientia. Gyulafehérvár (Alba-Iulia), 1653.
- Magyar logikácska, melyet a kicsindedek számára írt. Gyulafehérvár, 1654.
- Disputatio de politia ecclesiastica. Claudiopoli (Cluj), 1658.
- Disputatio philosophica de mente humana. Nagyvárad (Oradea), 1658.
- Catechesis secundum dogmata Calvini. Amstelodami (Amsterdam), fără an
- A magyar nemzetben immár el végtére egy académia felállításának módja és formája. Pest (Pesta), 1872.
- Prelegeri: Oratio de summa scholaruum necessitate earumque inter Hungaros barbarici causis. 20 noiembrie 1656.
- Philosophia Naturalis, manuscris copiat de Andras Porcsalmi în 1661.